# Domingo Salvador Castagna
Domingo Salvador Castagna (* 12. Januar 1931 in Buenos Aires) ist Alterzbischof von Corrientes.

## Leben
Domingo Salvador Castagna empfing am 5. Dezember 1954 die Priesterweihe.
Papst Johannes Paul II. ernannte ihn am 24. November 1978 zum Weihbischof in Buenos Aires und Titularbischof von Germania in Numidia. Der Erzbischof von Buenos Aires und Ordinarius für die byzantinischen Gläubigen in Argentinien, Juan Carlos Kardinal Aramburu, spendete ihm am 29. Dezember desselben Jahres die Bischofsweihe; Mitkonsekratoren waren Vicente Faustino Zazpe, Erzbischof von Santa Fe de la Vera Cruz, und Manuel Marengo, Bischof von Azul.
Am 28. August 1984 wurde er zum Bischof von San Nicolás de los Arroyos ernannt und am 20. Oktober desselben Jahres in das Amt eingeführt. Am 22. Juni 1994 wurde er zum Erzbischof von Corrientes ernannt und am 27. August  desselben Jahres in das Amt eingeführt.
Am 27. September 2007 nahm Papst Benedikt XVI. sein aus Altersgründen vorgebrachtes Rücktrittsgesuch an.